# Lü (Val Müstair)
Lü (, toponimo romancio) è una frazione di 65 abitanti del comune svizzero di Val Müstair, nella regione Engiadina Bassa/Val Müstair (Canton Grigioni).

## Geografia fisica
Lü è situato in Val Monastero, sul lato sinistro del rio Ram, geograficamente appartenente al bacino idrologico del fiume Adige. Dista 80 km da Merano e 125 km da Coira. Il punto più elevato del comune è la cima del Piz Terza (2 909 m s.l.m.), che segna il confine con Valchava, Santa Maria Val Müstair e Tubre.

## Storia
Già comune autonomo istituito nel 1854 e che si estendeva per 6,84 km², comprendeva anche la frazione di Lüsai; il 1º gennaio 2009 è stato accorpato agli altri comuni soppressi di Fuldera, Müstair, Santa Maria Val Müstair, Tschierv e Valchava per formare il nuovo comune di Val Müstair.

## Monumenti e luoghi d'interesse

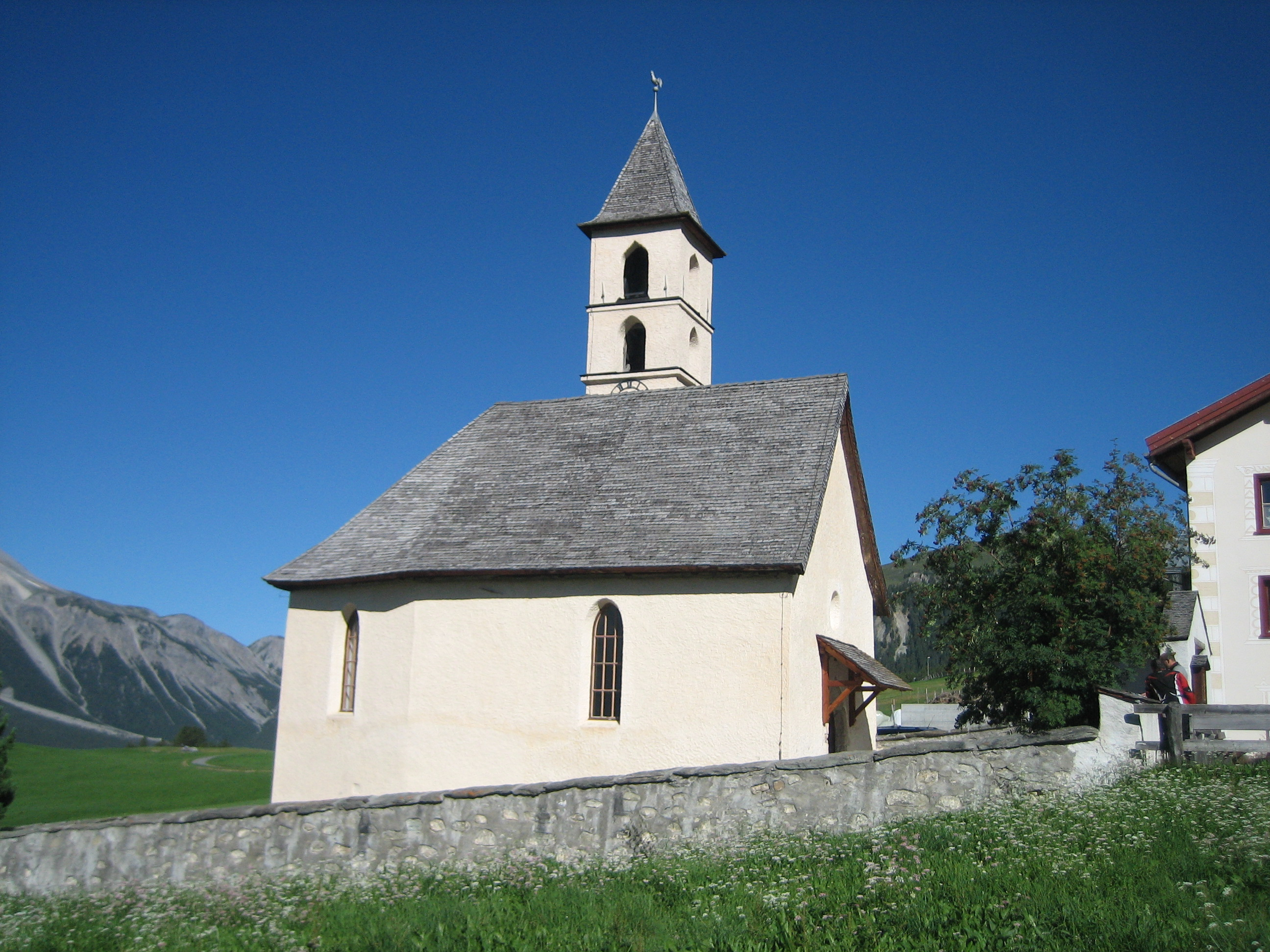
La chiesa riformata

- Chiesa riformata[1];
- Astrovillaggio alpino[senza fonte].

## Società

### Evoluzione demografica
L'evoluzione demografica è riportata nella seguente tabella:
Abitanti censiti

## Infrastrutture e trasporti
Le stazioni ferroviarie più vicine sono quelle di Malles Venosta (23 km), sulla ferrovia della Val Venosta, e di Zernez (35 km) della Ferrovia Retica, sulla linea Pontresina-Scuol.